# Macchina a vapore di James Watt

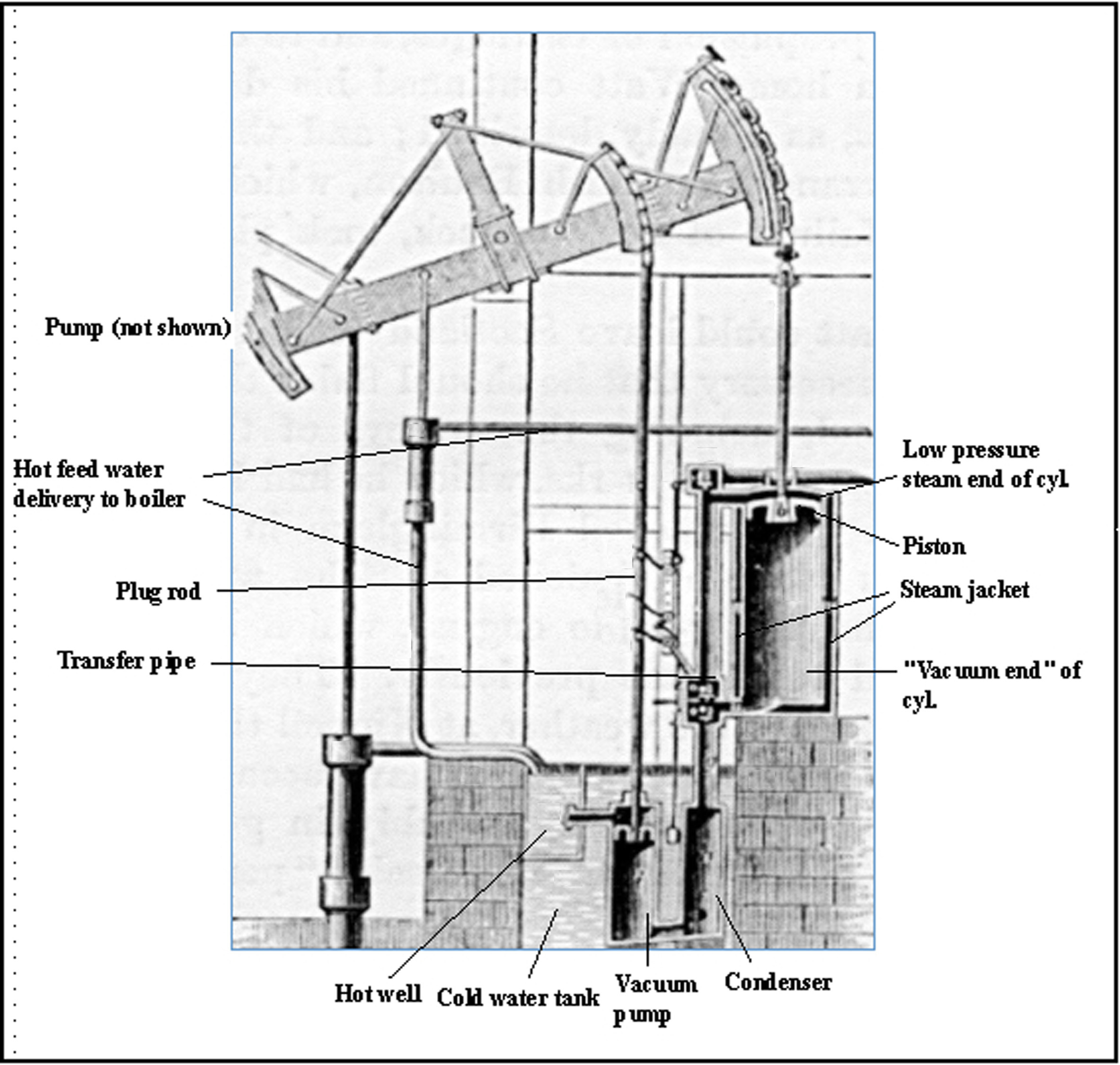
Componenti principali della macchina

La macchina a vapore di James Watt (anche nota come macchina a vapore di Boulton e Watt) fu il primo esempio di macchina a vapore con condensatore separato proposta al mercato mondiale. Venne sviluppata il 25 aprile 1769 come un miglioramento della macchina di Newcomen.
In questo apparato il vapore veniva inserito con pressione lievemente superiore a quella dell'ambiente e quindi fatto condensare portando il cilindro in depressione rispetto all'ambiente esterno, la pressione atmosferica spingendo sul pistone consente l'estrazione di lavoro dal processo .
Questa configurazione era stata scelta da Watt al posto di utilizzare vapore in pressione per gli elevati rischi di sicurezza.
Le principali differenze tra le due macchine erano il condensatore esterno, che consentiva una maggiore efficienza termodinamica del ciclo, e il moto rotativo anziché alternativo, che favoriva un'applicazione industriale.
Questa macchina ebbe grande successo anche grazie alla collaborazione con Matthew Boulton, innescando la rivoluzione industriale in Inghilterra e diventandone il simbolo stesso.

## Introduzione
Poco prima della rivoluzione industriale il problema dell'infiltrazione di acqua nelle miniere si stava rendendo sempre più critico. Nel 1698 Thomas Savery sviluppò la prima macchina per estrarre acqua dalle miniere, tuttavia questa macchina era estremamente inefficiente e consentiva di pompare acqua solo per 7-8 metri.
Successivamente Thomas Newcomen iniziò a sviluppare una macchina più efficiente e potente, consentendo di rimuovere acqua fino a 45 metri di profondità e, quindi, di togliere un gran numero di addetti dalle miniere (si consideri che il primo esemplare nel 1711 sostituì ben 500 cavalli predisposti al trasporto dell'acqua).
Tuttavia, condensando il vapore  andava direttamente nel cilindro, questa macchina aveva il difetto di non riuscire a sfruttare appieno il calore fornito dal vapore, parte del quale veniva usato per scaldare nuovamente il cilindro dal  raffreddamento subito nel ciclo precedente.
L'introduzione del condensatore separato ha quindi risolto questo problema: il cilindro non veniva raffreddato, di conseguenza il vapore del ciclo successivo entrava a contatto direttamente con delle superfici calde.
Questa modifica consentì di ottenere un rendimento della macchina di Watt decisamente superiore rispetto a quello della macchina di Newcomen. Successivamente ulteriori modifiche e complicazioni impiantistiche consentirono di incrementare le potenzialità di questa macchina, in particolare tramite la possibilità di sfruttare non solo l'effetto della condensazione del vapore, ma anche la sua libera espansione.

## Miglioramenti del ciclo termodinamico
Nel 1763 James Watt, lavorando presso l'Università di Glasgow riparò una macchina di Newcomen, notandone però la ridotta efficienza. A fronte di questa considerazione nel 1765 sviluppò l'idea di una macchina con un condensatore separato: in questo modo il cilindro sarebbe rimasto caldo, mentre il condensatore sarebbe rimasto a basse temperature e pressioni evitando anche la necessità di avere uno spray liquido interno al cilindro.
Il vapore infatti, anche se era aspirato dal cilindro nello stesso modo della macchina di Newcomen, veniva tuttavia scaricato tramite un apposito condotto al condensatore. Questo scarico non causava una riduzione di efficienza considerevole, essendo il condensatore in depressione, mentre garantiva l'assenza di raffreddamento del cilindro stesso. Il condensato veniva poi riciclato all'alimento della caldaia. Inoltre il vapore, anziché essere aspirato direttamente nel cilindro, veniva fatto prima passare attorno al cilindro stesso contribuendo a mantenerlo ad una temperatura sufficientemente elevata da evitare la condensazione di liquido nel cilindro.
Questo portò ad avere un ciclo decisamente più efficiente del precedente ed alla produzione di una versione commercialmente utilizzabile nel 1776.
L'utilizzo di vapore surriscaldato, creò maggior lavoro per gli operai.

## Miglioramenti successivi

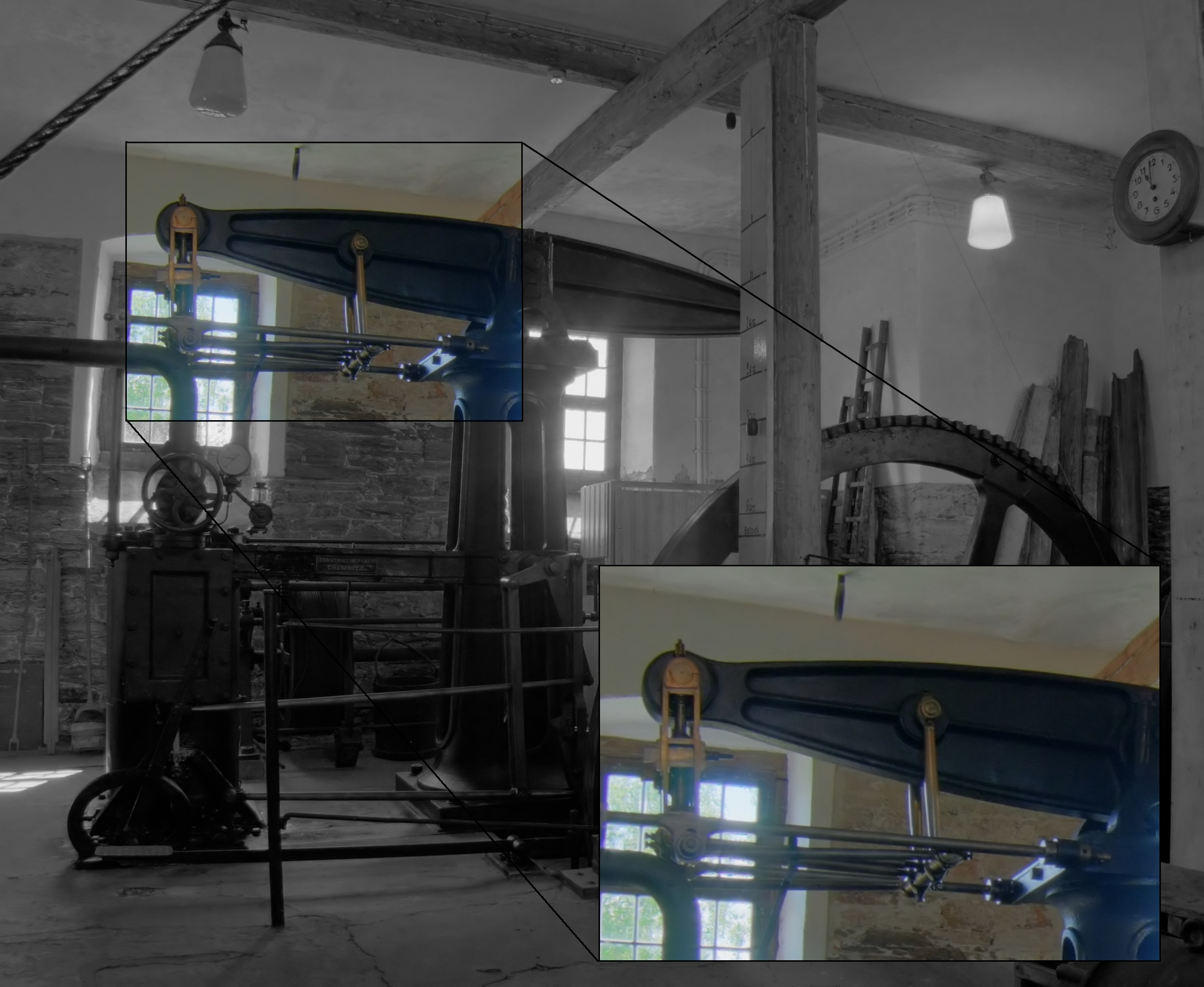
Parallelogramma di Watt su una pompa

Tra i più importanti miglioramenti, oltre l'introduzione del condensatore separato, è doveroso citare l'aggiunta delle valvole di ammissione e scarico del vapore.
Introducendo queste due valvole fu infatti possibile non solo sfruttare la corsa verso il basso del pistone, dovuta alla riduzione di volume del vapore in condensazione e quindi della conseguente riduzione di pressione, ma anche la corsa verso l'alto, tenendo chiusa la valvola di scarico.
Questo consentiva una maggiore efficienza, una maggiore potenza ed un moto più regolare della macchina.
Tuttavia l'aggiunta di questa soluzione generò la necessità di un differente metodo di trasmissione del moto: questo problema venne elegantemente risolto dallo stesso Watt con il parallelogramma di Watt. Questo sistema non solo risolveva la necessità di una trasmissione attiva anche nella salita del pistone, ma risultava molto più economico delle precedenti soluzioni a catene. Un ultimo problema era costituito dalla necessità di un moto estremamente continuo e regolare: anche questo problema venne risolto tramite il regolatore centrifugo.